# Episodi di Sky Rojo (seconda stagione)
La seconda stagione della serie televisiva Sky Rojo, composta da 8 episodi, è stata distribuita sulla piattaforma di streaming Netflix il 19 marzo 2021.
| n° | Titolo originale                 | Titolo italiano                    | Pubblicazione  |
| -- | -------------------------------- | ---------------------------------- | -------------- |
| 1  | Las putas no besaban en la boca  | Le pu***ne non baciano in bocca    | 23 luglio 2021 |
| 2  | El talento de los miserables     | Il talento dei miserabili          | 23 luglio 2021 |
| 3  | El miedo pesa diez mil toneladas | La paura pesa diecimila tonnellate | 23 luglio 2021 |
| 4  | La noche que estuvimos muertas   | La notte in cui siamo morte        | 23 luglio 2021 |
| 5  | La caja negra de las puta        | La scatola nera delle pu***ne      | 23 luglio 2021 |
| 6  | Langosta para los condenados     | Aragosta per i condannati a morte  | 23 luglio 2021 |
| 7  | Podridas y radiantes             | Putrefatte e radiose               | 23 luglio 2021 |
| 8  | Personas tóxicas                 | Persone tossiche                   | 23 luglio 2021 |

## Le pu***ne non baciano in bocca
- Titolo originale: Las putas no besaban en la boca
- Diretto da: David Victori
- Scritto da: Juan Salvador López, David Oliva, David Barrocal, Esther Martínez Lobato e Álex Pina

### Trama
Il giorno successivo, Christian cerca disperatamente Moises dopo che Wendy e Gina lo hanno seppellito vivo nella loro macchina. Mentre lo cerca, incontra le due ragazze e chiede dove si trova suo fratello in cambio di seppellire l'ascia di guerra e cambiare la sua vita. Tuttavia, Wendy, traumatizzata dal ricordo di quando Christian l'ha violentata nel bordello, decide invece di ucciderlo, ma non prima di avergli fatto pregare la Vergine Maria, così come le ha fatto dire il Padre Nostro quando l'ha violentata. Dopo averlo fatto, le ragazze se ne vanno, lasciando Christian vivo. Grazie al corno di Mosè, Christian riesce a trovarlo e lo aiuta a scappare. Moisés è ufficialmente convinto che lui e Christian debbano cambiare vita, ma prima Moisés vuole vendicarsi e uccidere le ragazze. Wendy e Gina, nel frattempo, cercano di tornare al club per incontrare Coral, ma inciampano e la loro moto si rompe. Nel frattempo, al club, Coral riesce a sfuggire a Romeo, ma non prima di aver preso i suoi soldi, i passaporti delle altre ragazze e il libro contabile di Romeo, così le altre spogliarelliste possono unirsi a lei. Inizia a subire gli effetti collaterali di una dose di cocaina assunta prima di lasciare l'ufficio di Romeo. All'ingresso prende in ostaggio l'intero locale, ribaltando i ruoli di genere in esso finora stabiliti. Mentre Romeo lascia il suo ufficio, una Coral sempre più arrabbiata cerca di lasciare il club una volta per tutte, ma viene messa fuori combattimento da una delle spogliarelliste.

## Il talento dei miserabili
- Titolo originale: Las putas no besaban en la boca
- Diretto da: David Victori
- Scritto da: David Oliva, David Barrocal, Esther Martínez Lobato e Álex Pina

### Trama
Mentre Gina medica Wendy, ferita dal colpo di pistola che le era stato inferto da Moisés nel precedente inseguimento, Coral bacia Romeo cercando di convincerlo a liberarla: otterrà però l’effetto contrario. Intanto, Moisès e Christian riescono a trovare la casa abbandonata in cui sono momentaneamente nascoste Wendy e Gina. Inizierà una sparatoria, che terminerà con la cattura di Christian attraverso una trappola per orsi. Coral e Romeo sopraggiungono pochi istanti dopo con la macchina del boss. Le ragazze costringono i protettori a lasciare a terra le armi, e riunendosi tutte e tre, scappano con Christian a bordo dell’auto di Romeo. Questo chiama subito Vitello, appostato con un furgoncino e nascosto nei dintorni, avvisandolo di levare le strisce chiodate dalla strada. Le ragazze, rendendosi conto che la macchina può essere localizzata dai protettori, si fermano, chiudono Christian nel bagagliaio e, inscenando un finto incidente, rubano la macchina del primo malcapitato, di nome Satur. Mentre le donne scappano con il veicolo di Satur, egli sente le grida di Christian dal cofano dell’auto di Romeo: permette al sicario di chiamare il boss e finisce per rivelargli le caratteristiche della sua vettura: un pick-up azzurro del ‘98, targa SX0032. In quel preciso istante, Romeo e Moisés, a bordo dell’auto di quest’ultimo, incrociano la stessa strada delle ragazze ed incomincia un folle inseguimento, al termine del quale le ragazze vengono buttate fuori strada dal furgoncino di Vitello, sbucato all’improvviso. Dopo essere svenute, le tre sventurate di svegliano sedute in macchina, scavate nel terreno, con il cadavere di Arcadio ucciso dagli stessi protettori, e vengono rivestite con fare beffeggiante di cemento a presa rapida dai papponi.

## La paura pesa diecimila tonnellate
- Titolo originale: El miedo pesa diez mil toneladas
- Diretto da: Albert Pintó
- Scritto da: Marina Velázquez, David Oliva, David Barrocal, Esther Martínez Lobato e Álex Pina

### Trama
Di ritorno al club, soddisfatto di aver finalmente posto fine alla fuga delle ragazze uccidendole, Romeo riceve una triste notizia dai suoi due compagni: entrambi i fratelli vogliono andarsene dal club per cominciare una nuova vita. Il capo decide dunque di chiudere il locale e dare una festa di addio ai due amici. Nel frattempo, qualche metro sottoterra, le ragazze riescono a slegarsi e prendono qualche attrezzo dal bagagliaio della macchina per tentare di bucare il cemento che le circonda, che intanto si sta rafforzando. Il buco, però, è impossibile da fare in quanto il cemento è troppo duro, e per aprire un varco, ci metterebbero un’eternità. Alla festa, Christian scopre tutti i passaporti che le ragazze avevano preso da Coral e li ritira. Infine, quando sente che uno dei lavoratori del club presenti alla festa vuole tornare a casa, si fa beffe di lui e, piegandolo, inizia a praticare sesso anale col povero ragazzo. Successivamente, Christian parla con Moisés dei loro futuri progetti di vita e di come essa possa effettivamente ancora cambiare in meglio. Nel mentre, le donne sottoterra sono sempre più disperate, in particolare, Wendy, la quale tira fuori la pistola e se la punta alla bocca.

## La notte in cui siamo morte
- Titolo originale: La noche que estuvimos muertas
- Diretto da: Oscar Pedraza
- Scritto da: David Oliva, David Barrocal, Esther Martínez Lobato e Álex Pina

## La scatola nera delle pu***ne
- Titolo originale: La noche que estuvimos muertas
- Diretto da: David Victori
- Scritto da: David Oliva, David Barrocal, Esther Martínez Lobato e Álex Pina

## Aragosta per i condannati a morte
- Titolo originale: Langosta para los condenados
- Diretto da: Albert Pintó
- Scritto da: David Oliva, David Barrocal, Esther Martínez Lobato e Álex Pina

## Putrefatte e radiose
- Titolo originale: Podridas y radiantes
- Diretto da: Oscar Pedraza
- Scritto da: David Oliva, David Barrocal, Esther Martínez Lobato e Álex Pina

## Persone tossiche
- Titolo originale: Personas tóxicas
- Diretto da: David Victori
- Scritto da: David Oliva, David Barrocal, Esther Martínez Lobato e Álex Pina